# Together (chanson de Ryan O'Shaughnessy)
Pour les articles homonymes, voir Together.
Chansons représentant l'Irlande au Concours Eurovision de la chanson
Dying to Try
(2017) 22
(2019)
Together (en français « Ensemble ») est une chanson de Ryan O'Shaughnessy ayant représenté l'Irlande au Concours Eurovision de la chanson 2018 à Lisbonne, au Portugal. Elle y termine en 16e place avec 136 points.